# Wilhelm Maucher (Mineraloge)

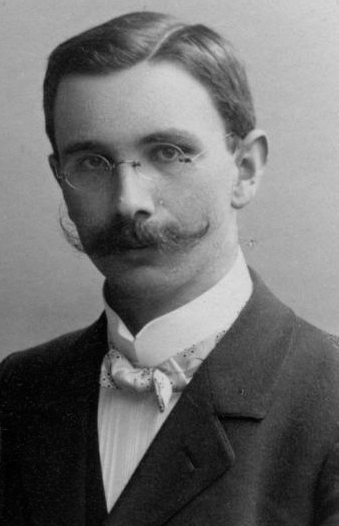
Porträtaufnahme von Wilhelm Maucher 1904

Wilhelm Maucher (* 15. Juni 1879 in Winterstettenstadt; † 4. Mai 1930 in München) war ein deutscher Mineraloge. Wilhelm Maucher ist der Entdecker des nach ihm benannten Minerals Maucherit. Für die Fossilien Senariocrinus maucheri, Palaeopantopus maucheri und Palasterina maucheri ist er der Namensgeber.

## Leben

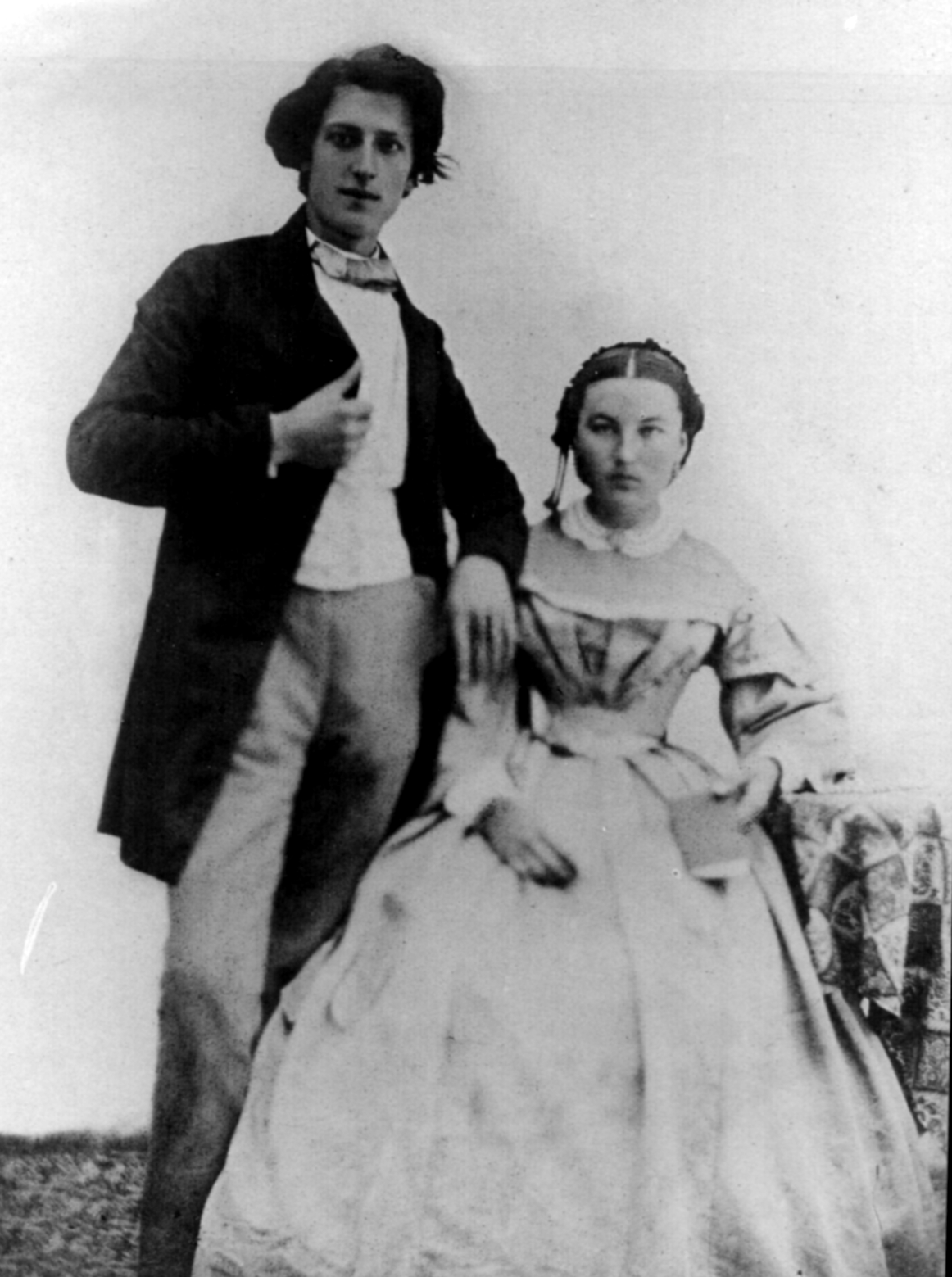
Die Eltern von Wilhelm Maucher im Jahr 1861

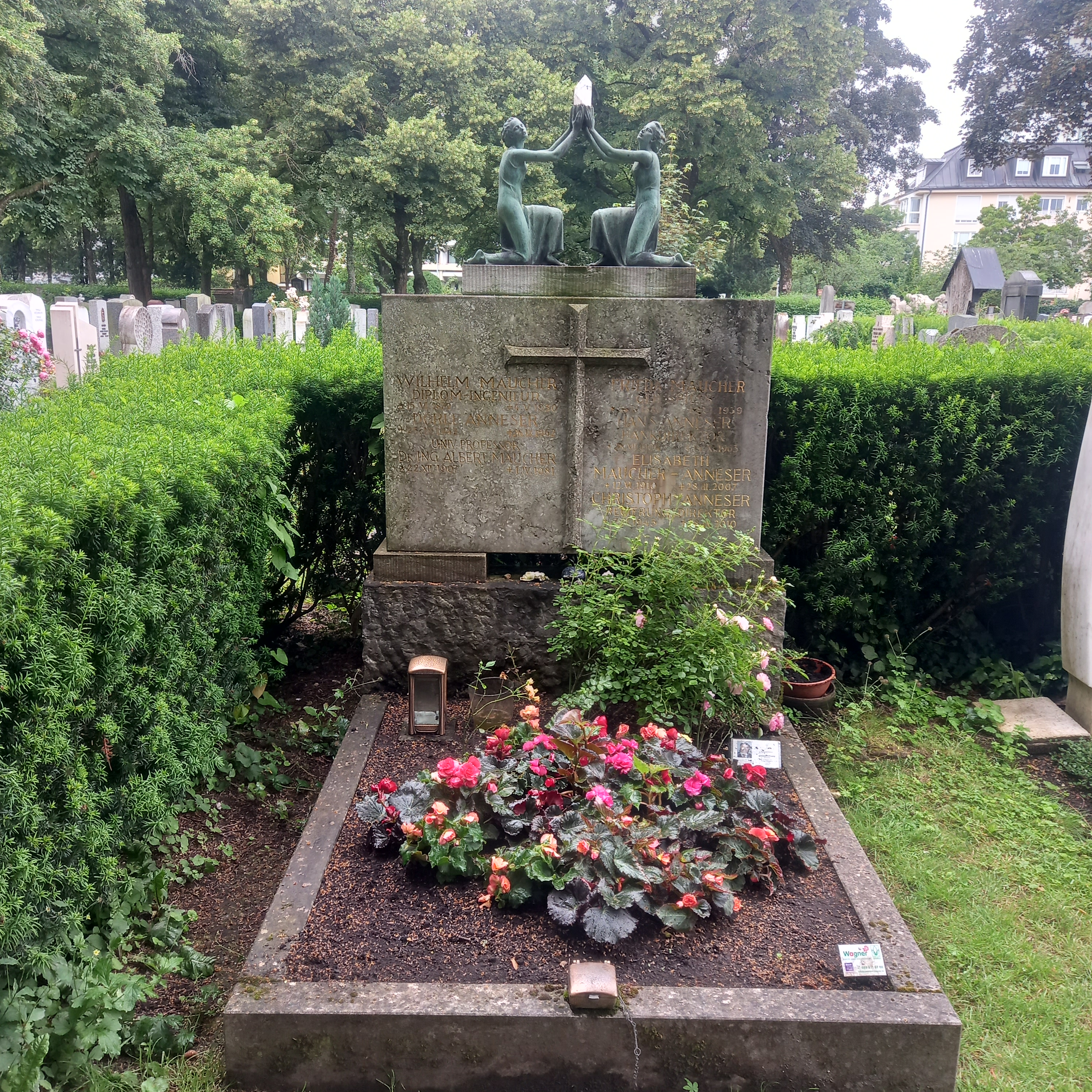
Das Grab von Wilhelm Maucher und seiner Ehefrau Frieda im Familiengrab auf dem Friedhof Pasing in München

Wilhelm Maucher wuchs in Winterstettenstadt als 14. von 15 Kindern des Gerbers und späteren Zementwarenfabrikanten Anton Maucher auf. Er kam nach der Volksschule in die Realschule nach Ravensburg und von dort auf die Oberrealschule in Cannstatt. Nach dem Schulabschluss studierte Wilhelm Maucher ab dem 11. Oktober 1897 an der Königlich-Sächsischen Bergakademie in Freiberg/Sachsen, an der er am 19. Dezember 1901 zum Diplom-Ingenieur der Eisenhüttenkunde graduiert wurde. Unter den Geschwistern war Wilhelm der einzige, der studierte.
Wilhelm Maucher arbeitete von Dezember 1901 bis 1903 in den Verarbeitungsanlagen von Muldenhütten als Betriebschemiker/Hütteningenieur. Im Jahre 1903 entdeckte Maucher unter den eingehenden Waggonladungen in Muldenhütten ein ihm unbekanntes Mineral. Das gefundene Material übergab er Karel Vrba. Dessen Schüler Bohuslav Ježek analysierte diesen Fund, erkannte ihn als neues Mineral und benannte ihn nach seinem Lehrer Vrba als Vrbait. Die endgültige Formel des Vrbaits, Hg3Tl4As8Sb2S20, wurde erst 1968 nach chemischen und Mikrosonden-Untersuchungen durch Werner Nowacki bekannt.
Ab dem 1. Oktober 1903 arbeitete Wilhelm Maucher im Staatsdienst an der Königlichen Bergschule in Freiberg als Assistent und Lehrer. Vom 1. Juni 1904 bis zum 31. August 1909 leitete er als Faktor die Mineralien-Niederlage der Königlich-Sächsischen Bergakademie zu Freiberg. Seine Lehrtätigkeit an der Königlichen Bergschule setzte er auch in dieser Zeit fort.
In seiner Dienstzeit als Faktor sichtete und beschrieb Wilhelm Maucher das für die Königlich Sächsischen Hüttenwerke angelieferte Fördergut der Lagerstätte Tsumeb. Der größte Teil der Tsumeb-Minerale, die dadurch der Bergakademie Freiberg überlassen wurden, wurde gelangte durch Tausch in viele Länder und bildete den Grundstock für zahlreiche europäische Tsumeb-Sammlungen.
1909 machte sich Wilhelm Maucher selbständig und eröffnete in München die Süddeutsche Mineralienzentrale.
Wilhelm Maucher bemerkte auf Stufen aus Eisleben im heutigen Sachsen-Anhalt ein bis dahin unbekanntes Mineral, das er im Januar 1912 zur weiteren Untersuchung an das Mineralogische Institut der Königlichen Universität München sandte, das seine Vermutung bestätigte. Die Beschreibung des neuen Minerals und Publikation als Maucherit erfolgte schließlich durch Friedrich Grünling (1913), der das Mineral nach Wilhelm Maucher benannte. 1940 konnte Martin Alfred Peacock nach Einkristalluntersuchungen und chemischen Analysen zeigen, dass der Maucherit die chemische Zusammensetzung Ni11As8 besitzt.
Im Frühjahr 1916 wurde Wilhelm Maucher zu den Pionieren ins Rekruten-Depot München, I. Bayr. Ersatzeisenbahn eingezogen. Aus dem Ende des Ersten Weltkrieges kehrte er 1918 unverwundet als Leutnant zurück.
Am 4. Mai 1930 verstarb Wilhelm Maucher infolge eines Hirntumors in München.
Er war mit Frieda (geborene Spiess) verheiratet und Vater von vier Kindern. Sein Sohn Albert Maucher wurde ebenfalls Geologe, er war der Stifter des Albert-Maucher-Preises.
Aufgrund seiner zahlreichen Präparationen und mineralogischen Bestimmungen, welche er in der Bildungsreihe der Mineralien veröffentlichte, wurden drei Fossilien, Senariocrinus maucheri, Palaeopantopus maucheri und Palasterina maucheri, nach ihm benannt.

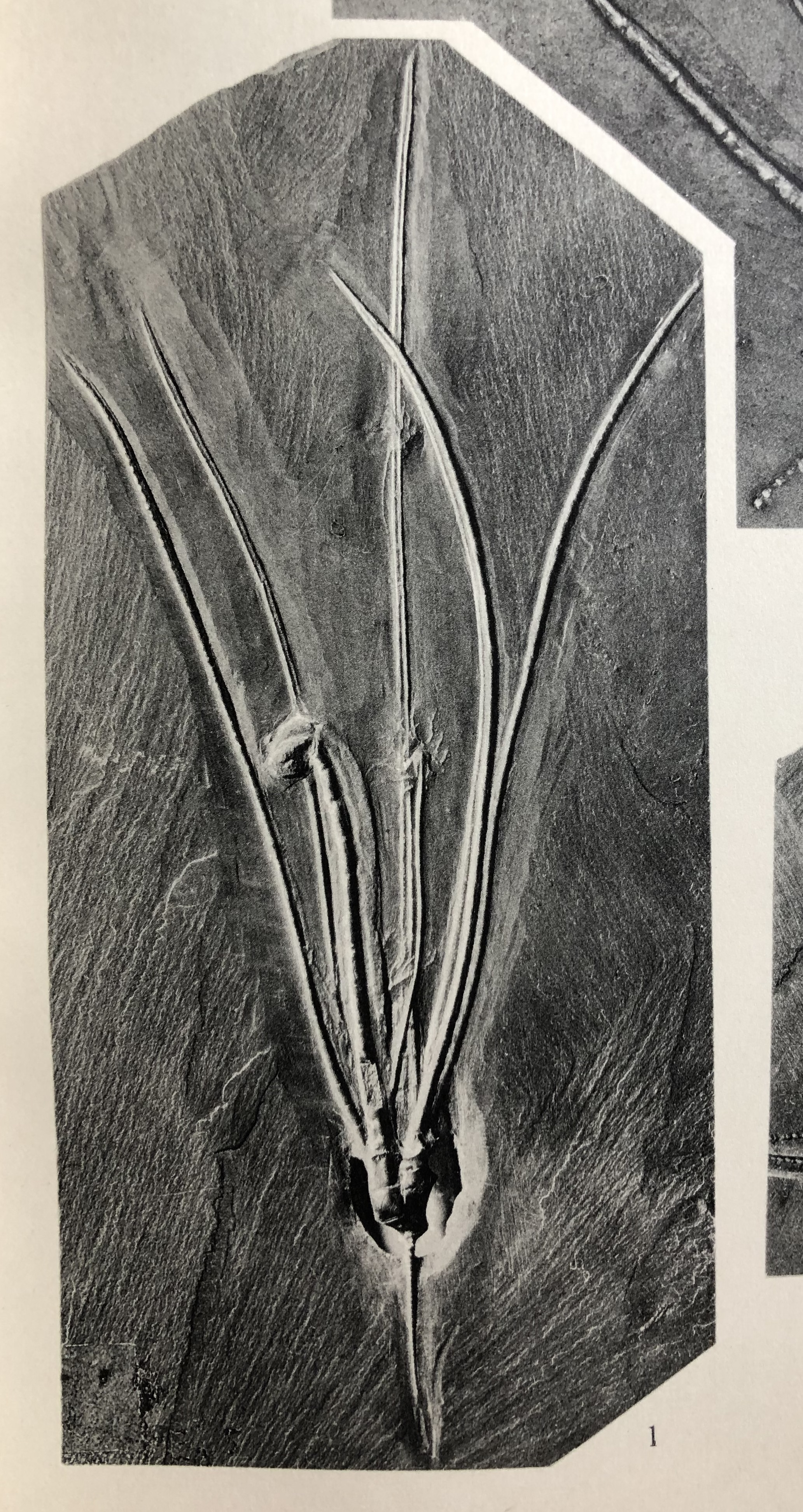
Senariocrinus maucheri (Holotyp)

Sein Mineraliengeschäft in der Münchner Schellingstraße wurde 1944 bei einem Bombenangriff zerstört und nach dem Krieg in München-Pasing neueröffnet.

## Schriften
- Leitfaden für den Geologie-Unterricht an Berg- und Hüttenschulen. Craz & Gerlach, Freiberg 1907.
  - Die sächsischen Erz- und Kohlenvorkommen. Craz & Gerlach, Freiberg i. Sa. 1907, urn:nbn:de:bsz:14-db-id18401219632. (Anhang)
- Die Bildungsreihe der Mineralien als Unterlage für die Einteilung der Erzlagerstätten. Craz & Gerlach, Freiberg 1914.
- Die Erzlagerstätte von Tsumeb im Otavi-Bezirk im Norden Deutsch-Südafrikas. In: Zeitschrift für praktische Geologie. XVI. Jahrgang, Januar 1908, S. 24–35.
- Verzeichnis verkäuflicher Mineralien für Übungen in Lötrohrprobierkunde, anorg.chemische Laboratorien, Probierlaboratorien, hüttenmännische, technologische und andere Institute. Selbstverlag, Druck: Gerlachsche Buchdruckerei, Freiberg in Sachsen, vermutlich 1909.